# نيل إغلستون
نيل إغلستون (بالإنجليزية: Neil Eggleston)‏ هو محامي أمريكي، ولد في 5 يوليو 1953 في إيفانسفيل في الولايات المتحدة.